# Rea Garvey

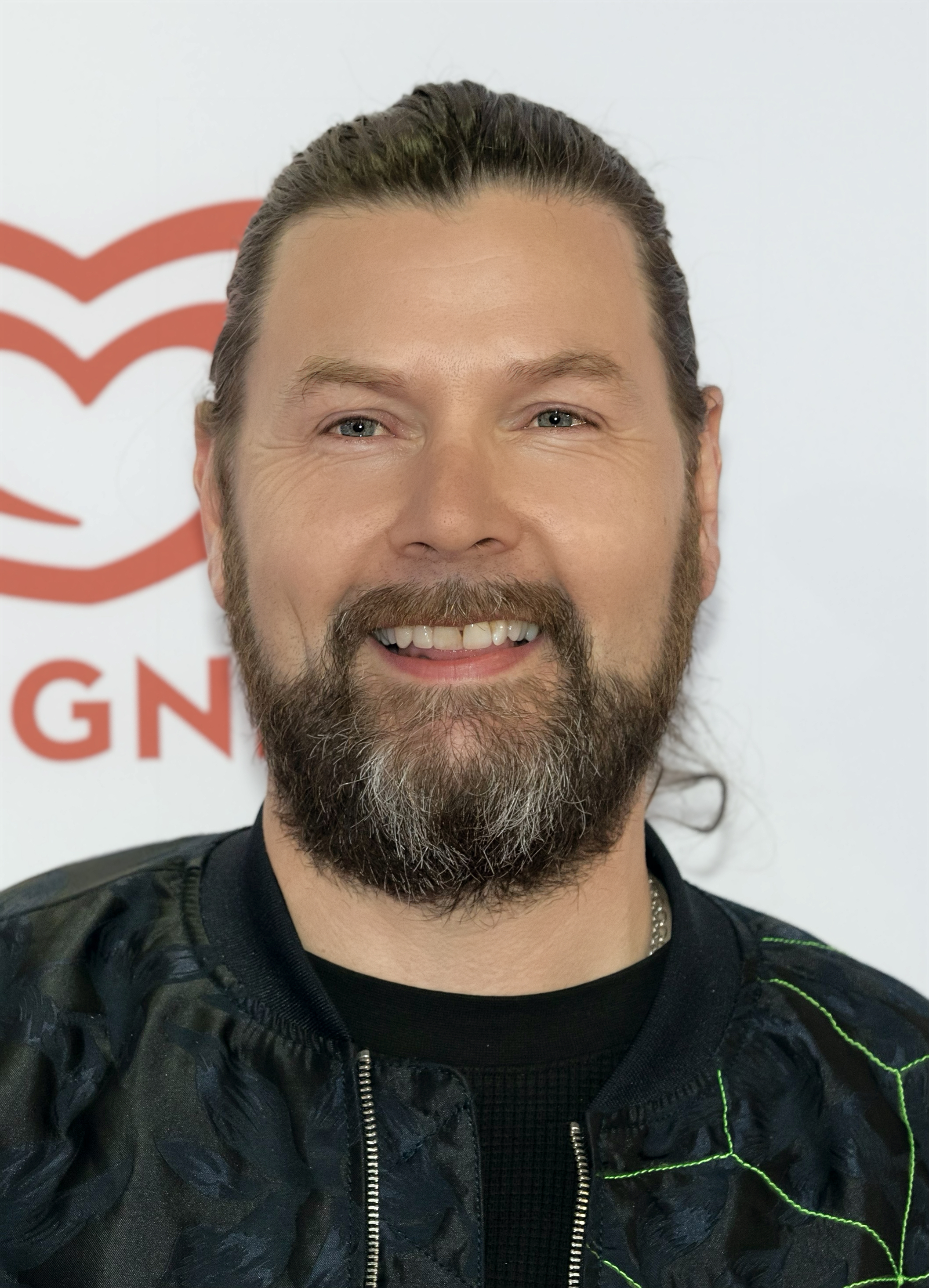
Rea Garvey (2019)

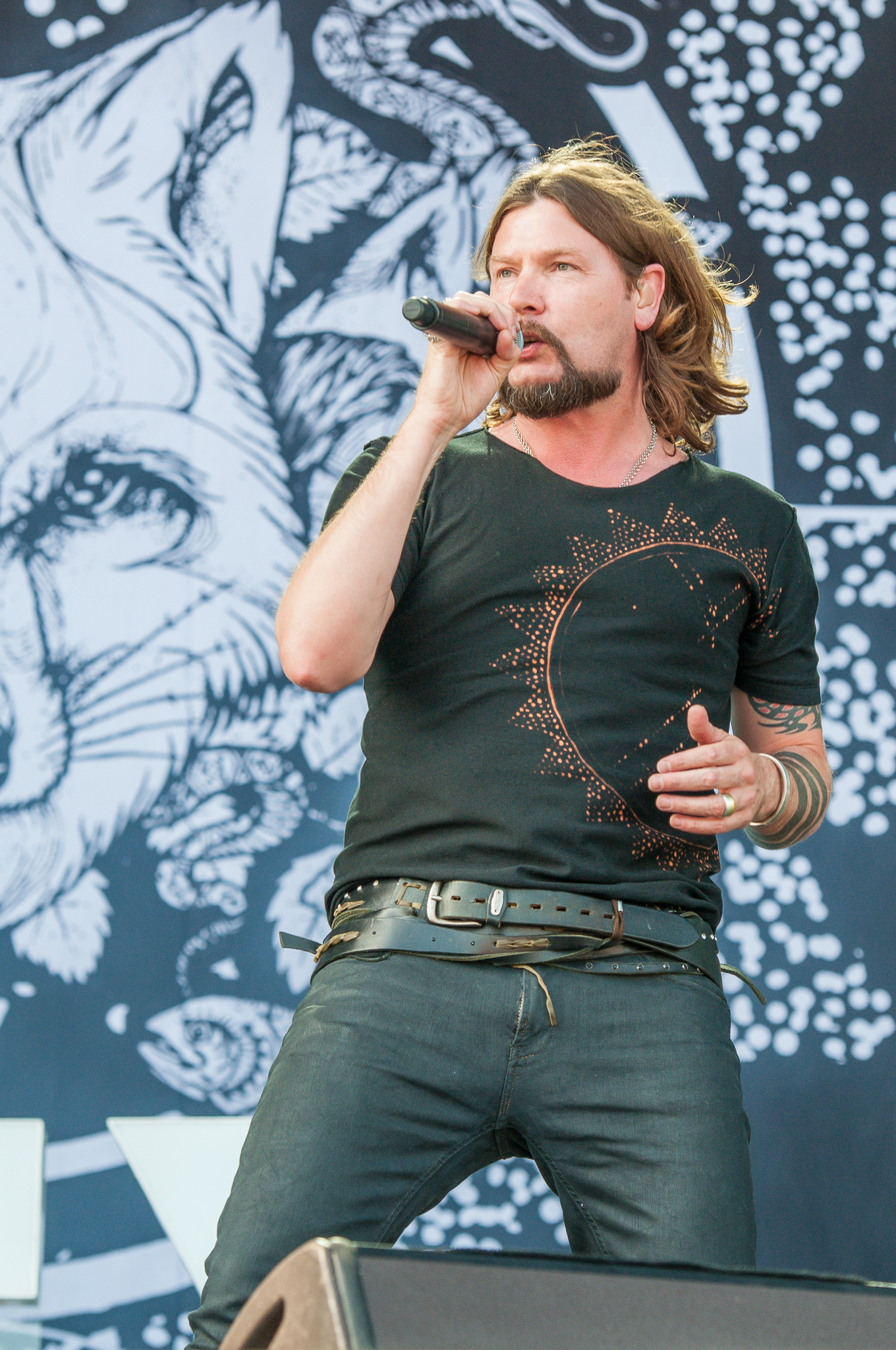
Rea Garvey bei dem Rock im Park Festival (2014)

Raymond Michael „Rea“ Garvey (* 3. Mai 1973 in Tralee) ist ein irischer Sänger und Gitarrist. Er war Frontmann der 2010 aufgelösten deutschen Band Reamonn. Neben seiner Solokarriere arbeitet er als Songwriter und Sänger auch mit anderen Musikern zusammen.

## Leben und Karriere
Rea Garvey ist der Sohn eines Polizisten und einer Lehrerin und wuchs in der irischen Stadt Tralee mit sieben Schwestern auf. 1998 zog er nach Deutschland. Er arbeitete anfangs als Roadie und T-Shirt-Verkäufer auf Festivals. 1998 suchte er per Zeitungsannonce Mitstreiter für eine Band. Wenig später fanden sich Mike Gommeringer, Sebastian Padotzke, Uwe Bossert und Philipp Rauenbusch zusammen und gründeten die Band Reamonn.
Garvey war nicht nur Sänger von Reamonn, sondern war seit Bandgründung auch als Gastsänger für verschiedene Künstler und Projekte tätig. So war er im September 2000 Teil der New Rock Conference, die mit Heal Yourself eine Benefiz-Single zugunsten der Nordoff-Robbins-Stiftung veröffentlichte oder landete im Folgejahr mit Jam & Spoon den Charthit Be Angeled. Die Zusammenarbeit mit dem DJ-Dup wurde mit Set Me Free (Empty Rooms) (Mai 2004) fortgesetzt. Bei der Show Alive and Swinging sang Rea Garvey gemeinsam mit Xavier Naidoo, Sasha und Michael Mittermeier die Klassiker von The Rat Pack. Die Gala wurde zugunsten seiner Stiftung Saving an Angel veranstaltet.
Außerdem ist er als Songwriter tätig. Er schrieb unter anderem den Text zum Song Sweetest Poison von Nu Pagadi. Weiterhin komponierte er den Song Ready Steady Go, der von Elli interpretiert wurde. Garvey arbeitete außerdem mit der Mittelalter-Metal-Band In Extremo zusammen und steuerte zum Lied Liam den irischen Text bei. 2005 trug Garvey zum Soundtrack des Kinofilms Barfuss zwei Songs bei. Zum einen handelt es sich um eine Coverversion des Leonard-Cohen-Klassikers Hallelujah, zum anderen den selbst geschriebenen Song Walk with Me.
2006 nahm er zusammen mit Nelly Furtado eine Version des Nr.-1-Hits All Good Things (Come to an End) auf. 2007 nahm er zusammen mit Paul van Dyk den Titel Let Go auf, der auf dessen 2007 erschienenem Album In Between zu finden ist. Außerdem findet man den Song Anna & Ludo / Hold Me Now von ihm auf dem 2007 erschienenen Soundtrack zu Til Schweigers Film Keinohrhasen. 2008 förderte er den irischen Künstler SJ McArdle im Rahmen des Projektes IdeenSounds, eine Initiative, die sich zum Ziel gemacht hat, den musikalischen Nachwuchs unabhängig von den kommerziellen Spielregeln des Musikmarktes aufzubauen. Mit SJ McArdle nahm er dessen Song Turn the World auf, der auf dem ersten IdeenSounds-Sampler erschien.
Im März 2010 war er neben Stefan Raab und der Sängerin Joy Denalane Jurymitglied in der Show Unser Star für Oslo, in der der deutsche Beitrag für den Eurovision Song Contest 2010 gesucht wurde. 2010 produzierte er außerdem den Titel Each Tear mit Mary J. Blige, der auf ihrem Album Stronger with Each Tear erschien. 2011 nahm er zusammen mit ATB den Titel Running a Wrong Way auf, der sich auf dessen 2011 erschienenen Album Distant Earth befindet. Im September 2011 erschien Garveys erstes Soloalbum Can't Stand the Silence, das er zusammen mit Andy Chatterley produziert hat; 2014 folgte das Album Pride. Sein drittes Solo-Album Prisma aus dem Jahr 2015 wurde erstmals in den Hansa-Tonstudios in Berlin aufgenommen, Produzent war wieder Andy Chatterley. 2018 folgte das Album Neon. Seit 2019 ist er Teil des Rateteams von The Masked Singer. 2020 und 2021 trat Rea vereinzelt in der TV Show Joko & Klaas gegen ProSieben auf. 2021 trat er für Irland beim Free European Song Contest an, den er auch gewann.

### The Voice of Germany
Von November 2011 bis Februar 2012 war Garvey als einer von fünf Coaches bei der ersten Staffel der Gesangs-Castingshow The Voice of Germany zu sehen. Als Co-Coach stand ihm die britische Singer-Songwriterin Nerina Pallot zur Seite. In der zweiten Staffel war er als Coach zu sehen und stellte mit seinem Mentee Nick Howard den Sieger. Nach einem Jahr Pause kehrte er 2014 in der vierten Staffel zurück und war auch 2015 sowie 2019 Teil der Show. 2020 bildete er mit Samu Haber ein Coach-Team. Zusammen gewannen sie die Show mit ihrem Talent Paula Dalla Corte. Nach einem Jahr Pause saß Rea 2022 wieder bei The Voice of Germany als Coach auf dem Roten Stuhl.

### Soziales Engagement
Im Jahr 2000 gründete er zusammen mit Reamonn das Projekt Saving an Angel. Für sein soziales Engagement erhielt er im März 2010 bei der Echoverleihung 2010 einen Ehrenecho. Seit 2011 ist er Botschafter des Clearwater Project. Im Rahmen dieses Projekts werden Wasseraufbereitungsanlagen für Menschen am Amazonas in Ecuador bereitgestellt, deren natürliche Grundlagen von der Industrie auf der Suche nach Öl und Gas zerstört worden sind. Für dieses Projekt erhielt Rea Garvey 2015 einen Bambi in der Kategorie Unsere Erde. Seit dem russischen Überfall auf die Ukraine im Jahr 2022 unterstützt er die Gesellschaft Bochum-Donezk. An diese spendete er zusätzlich ca. 250 Tonnen Lebensmittel für Kriegsopfer in der Ukraine.

## Diskografie
Studioalben

| Jahr | Titel Musiklabel                             | Höchstplatzierung, Gesamtwochen, AuszeichnungChartplatzierungen (Jahr, Titel, Musiklabel, Platzierungen, Wochen, Auszeichnungen, Anmerkungen) | Höchstplatzierung, Gesamtwochen, AuszeichnungChartplatzierungen (Jahr, Titel, Musiklabel, Platzierungen, Wochen, Auszeichnungen, Anmerkungen) | Höchstplatzierung, Gesamtwochen, AuszeichnungChartplatzierungen (Jahr, Titel, Musiklabel, Platzierungen, Wochen, Auszeichnungen, Anmerkungen) | Höchstplatzierung, Gesamtwochen, AuszeichnungChartplatzierungen (Jahr, Titel, Musiklabel, Platzierungen, Wochen, Auszeichnungen, Anmerkungen) | Anmerkungen                                                  |
| Jahr | Titel Musiklabel                             | DE | AT | CH | UK | Anmerkungen                                                  |
| ---- | -------------------------------------------- | --- | --- | --- | --- | ------------------------------------------------------------ |
| 2011 | Can’t Stand the Silence Island Records (UMG) | DE4 Platin · (60 Wo.)DE | AT25 (18 Wo.)AT | CH23 (7 Wo.)CH | — | Erstveröffentlichung: 30. September 2011 Verkäufe: + 200.000 |
| 2014 | Pride Island Records (UMG)                   | DE5 Platin · (48 Wo.)DE | AT12 (17 Wo.)AT | CH9 (29 Wo.)CH | — | Erstveröffentlichung: 2. Mai 2014 Verkäufe: + 200.000        |
| 2015 | Prisma Island Records (UMG)                  | DE2 Gold · (18 Wo.)DE | AT13 (4 Wo.)AT | CH18 (4 Wo.)CH | — | Erstveröffentlichung: 2. Oktober 2015 Verkäufe: + 100.000    |
| 2018 | Neon Island Records (UMG)                    | DE2 Gold · (31 Wo.)DE | AT7 (17 Wo.)AT | CH7 (25 Wo.)CH | — | Erstveröffentlichung: 23. März 2018 Verkäufe: + 100.000      |
| 2020 | Hy Brasil Island Records (UMG)               | DE7 (15 Wo.)DE | AT14 (4 Wo.)AT | CH7 (7 Wo.)CH | — | Erstveröffentlichung: 20. November 2020                      |
| 2024 | Halo Island Records (UMG)                    | DE6 (4 Wo.)DE | AT13 (1 Wo.)AT | CH6 (3 Wo.)CH | — | Erstveröffentlichung: 13. September 2024                     |

## Fernsehauftritte

### Fortlaufend
- 2011–2012, 2014–2015, 2019–2020, 2022, seit 2025: The Voice of Germany, Coach, Sat.1/ProSieben

## Künstlerauszeichnungen
- 2010: Echo Pop: In der Kategorie Ehrenecho für soziales Engagement
- 2012: Radio Regenbogen Award: In der Kategorie Künstler National[10]
- 2012: Diva: In der Kategorie Music Artist of the Year[11]
- 2015: Bambi: In der Kategorie Unsere Erde für Clearwater Project
- 2019: Radio Regenbogen Award: In der Kategorie Live Künstler des Jahres 2018
- 2021: Nickelodeon Kids’ Choice Awards: In der Kategorie Lieblings-Team: Deutschland, Österreich, Schweiz für The Voice of Germany[12]